# Daniel Mestre
Pour les articles homonymes, voir Mestre.
Pereira Mestre est un nom portugais ; le premier nom de famille (d'usage facultatif) est Pereira et le second est Mestre.
Daniel José Pereira Mestre (né le 1er avril 1986 à Almodôvar) est un coureur cycliste portugais.

## Biographie
Durant l'été 2016, il gagne deux étapes du Tour du Portugal.
Au mois d'aout 2020, il se classe deuxième du championnat du Portugal de cyclisme sur route.

## Palmarès
- 2007
  - 5e étape du Tour du Portugal de l'Avenir
- 2014
  - Prova de Abertura
  - 2e étape du Tour du Maroc
- 2016
  - 2e étape de la Volta à Bairrada
  - 1re et 3e étapes du Grand Prix Jornal de Notícias
  - 1re et 9e étapes du Tour du Portugal
  - 3e du Circuit de Nafarros
- 2017
  - 3e et 4e étapes du Grand Prix Jornal de Notícias
  - 3eb étape du Trophée Joaquim-Agostinho
  - 2e de la Volta à Bairrada
  - 2e du Grande Prémio do Dão
- 2018
  - Classica Aldeias do Xisto
  - 4e et 6e étapes du Grand Prix Jornal de Notícias
  - Circuit de Nafarros
  - 3e du Circuito de São Bernardo
- 2019
  - 2e étape du Tour de Cova da Beira
  - 3eb étape du Grand Prix Jornal de Notícias (contre-la-montre par équipes)
  - 3e étape du Tour du Portugal
- 2020
  - 2e du championnat du Portugal sur route
- 2021
  - Mémorial Bruno Neves
  - 4e étape du Tour de l'Alentejo

## Classements mondiaux
| Année           | 2011 | 2012 | 2013 | 2014 | 2015 | 2016 | 2017 | 2018 |
| --------------- | ---- | ---- | ---- | ---- | ---- | ---- | ---- | ---- |
| UCI Africa Tour |      |      |      | 124e |      |      |      |      |
| UCI Europe Tour | 700e |      |      | 600e |      | 802e | 848e | 425e |